# Witalij Ponomarenko (piłkarz)
Witalij Mykołajowycz Ponomarenko (ukr. Віталій Миколайович Пономаренко, ros. Виталий Николаевич Пономаренко, Witalij Nikołajewicz Ponomarienko; ur. 23 stycznia 1969 w Kijowie) – ukraiński piłkarz, grający na pozycji obrońcy.

## Kariera piłkarska

### Kariera klubowa
Wychowanek Dynama Kijów, w drużynie rezerw którego w 1987 rozpoczął karierę piłkarską. W latach 1989–1991 bronił barw farm klubu Dynamo Biała Cerkiew. Na początku 1992 powrócił do Dynama Kijów. Najpierw występował w drugiej drużynie, a 14 marca 1993 roku debiutował w Wyszczej Lidze w meczu z Czornomorcem Odessa (1:0). W 1994 został wypożyczony do CSKA Kijów, a na początku 1995 przeszedł do rosyjskiego Dinamo-Gazowika Tiumeń. W 1997 zakończył karierę piłkarską w Urałanie Elista.

## Sukcesy i odznaczenia

### Sukcesy klubowe
- mistrz Ukrainy: 1993, 1994
- zdobywca Pucharu Ukrainy: 1993

### Odznaczenia
- nagrodzony tytułem Mistrza Sportu Ukrainy: 1993